# Eat
Pour plus de détails, voir Fiche technique et Distribution.
Eat est un film d'Andy Warhol, tourné en 1963, en noir et blanc, sans bande-son, montrant un homme, le pop artist Robert Indiana, manger un champignon pendant très longtemps. Sa durée est de 45 minutes.
Warhol a justifié le sujet de son film ainsi : « Il mangeait un champignon, mais il le mangeait si lentement, je l'ai filmé. »

## Fiche Technique
- Titre original : Eat
- Réalisation : Andy Warhol
- Pays d’origine :  États-Unis
- Langue originale : film muet
- Format : noir et blanc — muet
- Durée : 45 minutes
- Dates de sortie : 
  - États-Unis : 1963